# Steha
Steha (àrab اسطيحة) és una comuna rural de la província de Xauen de la regió de Tànger-Tetuan-Al Hoceima. Segons el cens de 2014 tenia una població total de 13.639 persones.